# 非軍事區

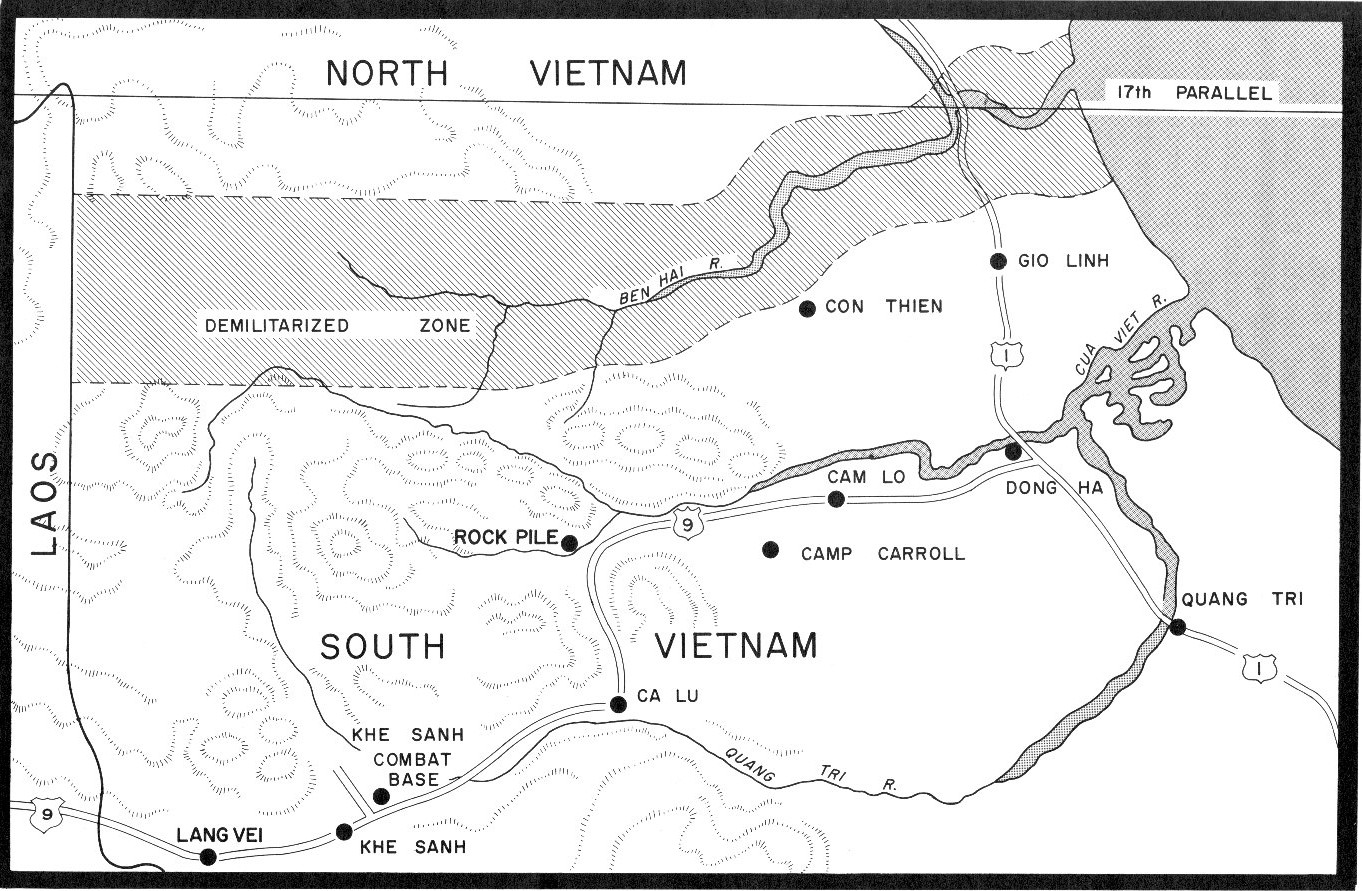
越南非軍事區

非軍事區（英語：Demilitarized zone，縮寫：DMZ），亦可譯為非武裝區、非軍事化區等。原為軍事術語，一般是指在接近停戰線（armistice demarcation line）間，對有領土糾紛所設立的緩衝區。在現代，也引申為網路安全用語中（參見DMZ）。
設置非軍事區的目的，多以降低或避免衝突再爆發為主。在非軍事區內的交戰雙方，所屬的各軍事力量或裝備，除非另有約定，都應撤出非軍事區。
世界上的非軍事區多被視為中立領土，即交戰雙方均主張對其擁有主權、非殖民地、非無主地、非租借地等。
非軍事區往往會形成兩個國家間的事實邊界，少部分非軍事區也形成了自然保护区。

## 非軍事區的分類
1. 多邊非軍事區：如上海五国会晤机制中，中華人民共和國、與俄羅斯、哈薩克斯坦、吉爾吉斯斯坦、塔吉克斯坦的約定；又如哥倫比亞曾在梅塔省的拉烏里韋等五個城市設立的非軍事區。[4]
2. 雙邊非軍事區：多以國際勢力介入而出現的非軍事區，可能有第三國或聯合國監督。如三八線、一七線、塞浦路斯聯合國緩衝區、柏林圍牆等，就是著名的雙邊非軍事區。
3. 單邊非軍事區：兩個軍力不相當的交戰國，其中一方片面所設立的非軍事區，其設立者不一定是軍力較弱者，如以色列單方宣布的非軍事區。

## 現存的非軍事區
- 朝韓非軍事區（朝鲜语：／）：又稱三八線、根據《朝韓停戰協定》而設立。
- 南極洲：根據《南極條約》，所有駐紮在該地的各國均不得在此進行任何軍事行動，並且凍結領土所有權。
- 柏威夏寺：與其周圍4.6公里土地，被國際法院裁定為臨時非軍事區。
- 西奈半島：根據《埃及-以色列和平條約》，雙方同意該地非軍事化，以色列並同意限制其部隊在鄰近該地邊境的數量。
- 斯瓦尔巴群岛：根據《斯瓦尔巴条约》，該地主權劃歸挪威所有，但永久非軍事化，其居民的安全由挪威政府負責。
- 賽普勒斯聯合國緩衝區：根據聯合國186號決議（英语：United Nations Security Council Resolution 186）設立的非軍事區，用以分隔賽普勒斯與北賽普勒斯土耳其共和國。
- 戈蘭高地：一部分的土地由联合国维和部队控制。

## 已消失的非軍事區
- 滿洲國與國民政府：根據《塘沽協定》，曾在華北成立。於中國抗日戰爭爆發後取消。
- 意大利和法國：根據意大利和法國於1940年6月24日簽訂的義法停戰協定，建立了一段包含由薩伏伊東部、格勒諾布爾延伸至尼斯的非軍事區，旨在法國無法使用那裡的阿尔卑斯防線，意大利實際軍事控制區只有法意邊境地區。該非軍事區長達50公里，並一直由意大利控制。直到1942年11月意大利軍事佔領隆河東面的法國南部而取消。
- 南北越非軍事區：通稱一七線。南北越於越戰前的分界線，因南越戰敗被吞併而消失。
- 斯科普斯山：曾是飛地，受聯合國保護，現與以色列連接。
- 沙烏地阿拉伯—伊拉克中立區：1975年，兩國均分該地。
- 沙烏地阿拉伯—科威特中立區（英语：Saudi–Kuwaiti_neutral_zone）：1970年，兩國均分該地。
- 瑞典-挪威聯合解體：1905年後，兩國協議在彼此邊境1公里處設立非軍事區，1993年廢除。

## 外部連結
- 國軍簡明美華軍語辭典，中華民國國防部，2009年版。（繁體中文）
- 台海兩岸軍事互信機制之建構兩岸劃設非軍事區之探討，第三章「非軍事區」設立之歷史經驗與案例，白永成，2004。（繁體中文）